# Le Guédeniau
Le Guédeniau là một xã trong vùng hành chính Pays de la Loire, thuộc tỉnh Maine-et-Loire, quận Saumur, tổng Baugé. Tọa độ địa lý của xã là 47° 29' vĩ độ bắc, 00° 02' kinh độ đông. Le Guédeniau nằm trên độ cao trung bình là 59 mét trên mực nước biển, có điểm thấp nhất là 48 mét và điểm cao nhất là 102 mét. Xã có diện tích 18,1 km², dân số vào thời điểm 1999 là 292 người; mật độ dân số là 16 người/km².

## Thông tin nhân khẩu
| 1962 | 1968 | 1975 | 1982 | 1990 | 1999 |
| ---- | ---- | ---- | ---- | ---- | ---- |
| 363  | 392  | 314  | 301  | 249  | 292  |

## Địa điểm tham quan
- Nhà thờ St. Germain (thế kỉ thứ 12)